# Lucky Starr e il grande sole di Mercurio
Lucky Starr e il grande sole di Mercurio (Lucky Starr and the Big Sun of Mercury) è un romanzo di fantascienza avventurosa del 1956 di Isaac Asimov, quarto volume del ciclo di Lucky Starr pensato per un pubblico giovanile.
È stato pubblicato in italiano per la prima volta nel 1963 col titolo Spie su Mercurio ed edito anche col titolo Lucky Starr e il gran sole di Mercurio.

## Ambientazione
Il romanzo si svolge sul pianeta Mercurio, che viene presentato, conformemente alle cognizioni dell'epoca, come un pianeta diviso in due emisferi, l'uno rivolto sempre verso il sole e quindi rovente, e l'altro che non lo vede mai ed è quindi freddissimo. A causa delle librazioni, analoghe a quelle lunari, il confine tra le due zone, punto dove si trova l'Osservatorio che costituisce il teatro principale del romanzo, si sposta di poche centinaia di metri. In realtà, come fu scoperto molto dopo la stesura del romanzo, la rotazione di Mercurio non è pari alla rivoluzione, ma a due terzi esatti della stessa, dando luogo a "giorni" che, per l'effetto combinato dei due moti, hanno una durata doppia rispetto all'"anno".

## Trama
Lucky Starr e Bigman si recano su Mercurio per quella che sembra una semplice bega politica: il costoso progetto che si sta svolgendo laggiù è diventato il bersaglio degli attacchi del senatore Swenson, che accusa il Consiglio di sprecare il denaro pubblico in fantasie assurde. L'arrivo è però subito molto movimentato e pericoloso: Scott Mindes, il giovane ingegnere responsabile del progetto, porta i due fuori sul suolo di Mercurio con la scusa di un "giro turistico", ma in realtà vuole ansiosamente fornire per primo la sua versione dei fatti: non è sua la colpa dei mancati progressi del progetto, e ha cercato di trovare chi possa essere a danneggiare gli impianti sulla faccia illuminata del pianeta. Durante i suoi viaggi di ricognizione, come ha controllato in seguito, nessuno si era mosso dall'Osservatorio, che funge anche da sede per il Progetto Luce; tuttavia ha intravisto una figura umana muoversi e restare a lungo sotto il sole, cosa che nessun uomo, per quanto protetto da una tuta isolante apposita, può sopportare. Il giovane è chiaramente disperato e isterico perché sa di non essere creduto; e quando Bigman esprime la sua incredulità, perde la testa e spara col grosso blaster che ha con sé verso Lucky, che si salva solo per la goffaggine di Mindes e l'aiuto di Bigman.
I due riportano Mindes svenuto all'Osservatorio, dove viene preso in cura dal dottor Gardoma, medico dell'Osservatorio e amico di Mindes, che illustra a Lucky lo scopo ultimo del progetto: utilizzare l'iperspazio, mezzo attraverso cui le astronavi riescono a raggiungere le stelle, per farvi passare la luce, con effetti non ottenibili nello spazio normale: in un futuro non troppo vicino potrebbe diventare possibile controllare e modificare a piacimento il clima terrestre. La loro conversazione è interrotta dall'arrivo di Urteil, investigatore al servizio del senatore Swenson, che non esita a insinuare che l'attacco contro Lucky sia stato premeditato. Urteil è una persona aggressiva, sicura e indisponente: l'attrito con Bigman è violento fin dal primo momento, ma anche Gardoma dimostra di odiarlo molto. Urteil se ne va dopo aver consigliato Lucky di stare in guardia da Mindes, da Gardoma che è suo amico, e di controllare ogni tuta isolante che indosserà.
Subito dopo, Lucky e Bigman conoscono l'anziano capo dell'osservatorio, il dottor Peverale, che si scusa per l'accaduto e assegna loro una stanza, la migliore disponibile. L'indomani ci sarà un banchetto in loro onore. Nella stanza, ci sono anche delle tute isolanti per la parte illuminata di Mercurio: ma Lucky, esaminandola attentamente, scopre un taglio, che l'avrebbe fatta diventare una trappola mortale. L'avvertimento di Urteil sembra quindi serio. I due vanno quindi a trovare Mindes, che non ricorda gli avvenimenti del giorno prima, e che ripete, con più ragionevolezza, quanto aveva confusamente detto prima di attaccare Lucky, il quale gli promette che indagherà. Durante il banchetto del giorno dopo, l'investigatore dileggia Mindes, sottolineando come non riesca a portare a termine il progetto pilota, e in seguito chiede a Lucky che cosa penserebbe se gli dicesse che il progetto è tutta una costosa farsa. Lucky gli risponde dandogli del bugiardo professionista, e quando Urteil si adira Bigman lo "calma" piantando un coltello tra le dita della mano che Urteil ha sbattuto sul tavolo.
A questo punto, il dottor Peverale interviene ed espone la sua teoria sui danneggiamenti al Progetto Luce: si tratterebbe di uomini di Sirio, o pagati dai siriani. In qualità di astronomo, ha partecipato ad un convegno su Sirio cinque mesi prima, e ciò che ha visto sembra spaventarlo molto: i Siriani sono pochi ma forti, indipendenti ed efficienti, e suppliscono al difetto del numero col lavoro dei numerosi robot, che sembrano amare più degli esseri umani. Razzisti esasperati, considerano il miscuglio razziale della terra come una minaccia, e le sue risorse come una preda ambita. Ciò che ha visto Mindes doveva dunque essere di origine siriana. Lucky a questo punto coglie la palla al balzo e aggiunge: se ci sono siriani su Mercurio, qual è il posto migliore dove nascondersi? Proprio sotto l'osservatorio ci sono delle miniere abbandonate, in posizione perfetta per essere vicino al progetto da danneggiare. Lui e Bigman scenderanno appena possibile nei cunicoli delle miniere per verificare la presenza di eventuali siriani.
Appena lasciato il banchetto, Lucky ferma il dottor Cook, il vice di Peverale, e gli chiede di vederlo privatamente in stanza, dove gli mostra la tuta danneggiata, facendosela sostituire, e gli chiede di procurargli delle mappe delle miniere per studiare con lui il percorso migliore per l'esplorazione. Durante la preparazione del piano, cui collabora benché ritenga che l'interferenza siriana sia solo una fissazione del vecchio capo astronomo, Cook racconta anche la leggenda sorta sulla chiusura delle miniere: oltre ai costi eccessivi, ci sarebbero state misteriose morti per congelamento a più riprese tra minatori nei cunicoli, che avrebbero dato il colpo di grazia agli impianti. Con due ergometri tascabili per individuare fonti energetiche, i due entrano nelle miniere di Mercurio; ma poco dopo, Lucky spiega a Bigman che la ricerca della base siriana nelle miniere era una finta: il suo vero scopo era effettuare una ricerca sul lato illuminato, come Mindes, ma col vantaggio che nessuno nella base sapesse della sua presenza. Cosa più seccante per Bigman, lui dovrà restare nelle miniere, tenendosi in contatto come convenuto con Cook e simulando la presenza di Lucky in qualche modo. Le loro strade a questo punto si dividono.
Bigman procede per qualche tempo, ma quando si ferma percepisce attraverso la tuta una lieve vibrazione ritmica: in assenza di suono, è tutto quello che si può percepire di un passo che si avvicina. Si fa sorpassare dallo sconosciuto, poi lo affronta con il blaster in mano. Ma non è un siriano: si tratta di Urteil, che aveva seguito il loro percorso parallelamente al tunnel che stavano esplorando. Nonostante sia sotto tiro, Urteil non perde la calma, anzi provoca e innervosisce Bigman, al punto che, quando Urteil dice di vedere Lucky che arriva, Bigman si gira, consentendogli di aggredirlo e strappargli l'arma. Ora è Urteil a minacciare Bigman, dicendo di non temere alcuna punizione se anche dovesse ucciderlo, e aumentando sempre di più la pressione su di lui. Ma accade qualcosa: quello che sembra un tentacolo di roccia si stacca dalla parete, e si avvinghia ad Urteil, che rimane paralizzato dal freddo che la cosa genera. Bigman si precipita per prendere il blaster e sparare alla creatura, ma un'altra della stessa specie attacca anche lui, e i due crollano a terra sul punto di andare ad aggiungersi alle misteriose vittime di congelamento nelle miniere.
Nel frattempo Lucky, salito alla superficie da un cunicolo secondario, è passato dalla Shooting Starr per indossare la tuta isolante che vi aveva lasciato prima, e si è incamminato verso il lato illuminato. L'ergometro ha captato qualcosa: la fonte di energia, come si capisce dopo qualche minuto di inseguimento, si sposta, il che significa che non è naturale. Nonostante l'aumento della temperature, Lucky si spinge sempre più avanti, fino a trovarsi a breve distanza da una figura umana posta di spalle: ma quando le dice di voltarsi, la figura mostra di essere un robot.
Il robot, che appare subito danneggiato dal calore, risponde alle domande di Lucky, fornendo il suo numero di serie ed ammettendo di essere stato fabbricato su Sirio. Non vuole tuttavia rispondere alla domanda su chi gli abbia dato il compito di danneggiare gli impianti. Lucky cerca di far leva sulla Prima Legge, minacciando di restare al sole anziché all'ombra se non gli dirà quanto chiede. Il robot si comporta molto confusamente, volendo prima portare all'ombra con la forza, e poi volendolo aggredire. Allora Lucky capisce: il danneggiamento del robot non è fisico, ma cerebrale, e le sue minacce hanno probabilmente destabilizzato del tutto il robot, che ora pare non ricordare più la prima legge. Cerca allora di scansare gli attacchi e di portare entrambi all'ombra di una roccia, nella speranza che il freddo calmi il robot; non ci riesce, ed inoltre quando si risolve a sparare al robot scopre che il calore ha indebolito pure lui, in maniera che non riesce a sparare e viene abbrancato dal robot, che lo afferra e lo tiene piegato in due.
Nel frattempo Bigman tenta un'ultima carta per sopravvivere: riesce faticosamente a strappare dalla mano di Urteil il blaster e a regolarlo in modo che diventi rovente, poi lo lancia poco distante. Le creature rocciose lasciano gli uomini per l'arma, e Bigman chiama aiuto. Ritornato alla cupola, e ripresosi, Bigman affronta Urteil, che finge di non ricordare che Bigman gli ha salvato sostanzialmente la vita, e prosegue a minacciare scandali contro il consiglio: Bigman, allora, lo sfida a battersi con la gravità di Mercurio, con in palio la desistenza di Urteil dai suoi maneggi se perde. Urteil accetta, ma la sfida tende a favore di Bigman, e ad un certo punto Urteil viene strattonato da Bigman mentre cerca di alzarsi, finendo per effettuare un vero e proprio volo, che si interrompe quando all'improvviso la gravità ritorna al livello terrestre. Cadendo a terra, Urteil batte il capo e muore. Mentre si discutono le responsabilità dell'accaduto, arriva Peverale, che quasi senza preoccuparsi del morto, chiede a Bigman dove sia Lucky Starr. Alle tergiversazioni dell'ometto, Peverale risponde dicendo che Mindes, uscito per uno dei suoi voli di ricognizione, ha visto Lucky Starr avvinghiato a un robot. E probabilmente morto.
In effetti, Lucky aveva sfruttato quella che sembrava essere un'esitazione da parte della macchina per raccogliere sulla mano la polvere nerastra della chiazza di ossido di ferro su cui si trovava, e di spargerla sul capo del robot. L'aumento del calore aveva distrutto definitivamente il cervello del robot, che era crollato a terra. Era riuscito a liberarsi solo in parte, e gli aveva rivolto ancora una volta la domanda su chi era il mandante dei danneggiamenti. Il robot era riuscito a rispondere una sola sillaba, "Ter"; quindi il contatto radio si era interrotto, e subito dopo il robot era morto. Lucky si era trascinato dietro il robot fino ad un'ombra, dove aveva perso i sensi. Il recupero avviene a seguito della segnalazione di Mindes, e Lucky si ritrova in un letto all'interno dell'Osservatorio. Quando Bigman lo incontra, gli racconta quanto avvenuto, e Lucky si arrabbia: come ci si poteva fidare della parola di Urteil, che aveva fatto finta di non sapere che Bigman gli aveva salvato la vita? Ma la rabbia lascia il posto alla preoccupazione: la morte di un investigatore del senatore Swenson causata da una persona vicina al Consiglio è certamente sospetta agli occhi del pubblico, e, come Lucky apprende da Bigman, ci sarà una specie di processo, in realtà un'inchiesta preliminare, per la morte di Urteil. Nonostante la debolezza, Lucky vuole partecipare, e Bigman gli preannuncia, trionfante, che sa già chi è il vero colpevole, e come dimostrarlo.
Al processo, il dottor Peverale fa un riassunto della situazione: il robot era siriano, quindi è evidente che i Siriani stanno sabotando il progetto; occorre esaminare in forze il territorio per trovarli, posto che non se ne siano già andati; è opportuno sospendere il Progetto Luce fintanto che non sarà tutto risolto; e, per agevolare le operazioni contro Sirio, è opportuno non essere ostacolati dal senatore Swenson. La prospettiva sembra portare, come sottolinea Lucky, verso l'uso di Bigman come capro espiatorio. Si passa al riassunto dei fatti, fatto dapprima da Bigman, poi da Gardoma, infine da Cook. A questo punto Bigman, interpellato su una dichiarazione di Cook, chiede di poter controinterrogarlo, col sostegno di Lucky, per dare le prove che la morte di Urteil non è stata accidentale. Punto primo: Urteil stava seguendo Bigman lungo un corridoio laterale, il che prova che conosceva in anticipo il percorso che Lucky e Bigman avevano studiato con Cook. Chi l'aveva rivelato a Urteil, se non Cook stesso? Secondo punto: chi aveva mosso la leva che aveva ricreato la gravità terrestre? Quando era successo, tutti erano caduti a terra per l'improvviso aumento di peso ricevuto di sorpresa; ma, mentre tutti si rialzavano, Cook era già chino sul cadavere di Urteil. Per Bigman, Cook lavorava per Urteil sotto costrizione, per cui aveva dovuto dargli il percorso nelle miniere, ma aveva approfittato dell'occasione del duello per uccidere il suo tiranno. Basterà trovare tra gli effetti di Urteil cosa usava per costringerlo per avere le prove.
Cook cede, e il suo racconto conferma sostanzialmente la teoria di Bigman: Urteil l'aveva adescato ventilandogli l'idea di sostituire Peverale alla direzione dell'istituto, e poi aveva utilizzato i documenti che gli aveva passato come arma di ricatto, costringendolo a fornirgli sempre nuovi aiuti. Cook aveva quindi sfruttato l'occasione fornitagli dal duello per eliminare il suo ricattatore. Ma, quando Bigman lo incolpa del taglio alla tuta di Urteil, che lo stesso avrebbe usato per gettar polvere negli occhi a Lucky, Cook nega recisamente. E, a sorpresa, Lucky gli dà ragione: il colpevole è lo stesso responsabile degli atti di sabotaggio. Che non è un siriano: i siriani, afferma, sono totalmente estranei alla faccenda.
Di fronte alla delusione del dottor Peverale, Lucky riparte dal discorso dello stesso capo astronomo al banchetto: se i siriani amano come fratelli i robot, come è possibile che ne abbiano mandato uno ad agonizzare sotto il calore di Mercurio? O anche: perché non avrebbero provveduto a proteggergli il cervello, se non altro per poterlo utilizzare a lungo senza che si danneggiasse? Questo prova che non sono i siriani ad aver usato il robot. Doveva essere qualcuno all'interno della cupola, perché il robot era stato avvisato di sfuggire Mindes quando questi usciva; inoltre, la sillaba "Ter" pronunciata dal robot fa pensare alla parola "Terrestre". Ma il punto principale è questo: chi poteva procurarsi un robot siriano fra gli addetti dell'osservatorio? Solo qualcuno che si fosse recato su Sirio: e l'unico è il dottor Peverale. A lui era stato assegnato un robot durante il convegno: e se il numero di serie che ha dato coinciderà con quello assegnatogli, la prova sarà decisiva. Inoltre, dice Lucky, chiedendo questi dati a Sirio, se risulta colpevole dovranno estradarlo; e i Siriani non saranno certamente benevoli nei confronti di un ladro, torturatore e uccisore di robot. A questo punto, Peverale sviene, e poche ore dopo detta la sua confessione.
Il tutto, come spiega Lucky a Bigman nel finale, non è stato un gran trionfo: è vero che Swenson non potrà attaccare il Consiglio per la morte di Urteil, perché verrebbero a galla gli espedienti illegali che usava; ma è anche vero che il capo e il vice dell'Osservatorio sono stati destituiti per tradimento. Ai mugugni di Bigman, Lucky risponde che Swenson è utile a modo suo all'attività del Consiglio, perché senza un contrasto si adagerebbe sugli allori; inoltre, nessun organismo, neanche il Consiglio, deve restare immune dal contraddittorio, altrimenti finirebbe per esercitare una specie di dittatura sulla Terra.

## Edizioni
- Isaac Asimov, Lucky Starr and the Big Sun of Mercury, Doubleday, 1956.
- Isaac Asimov, Lucky Starr e il gran sole di Mercurio, traduzione di S. Cattozzo, Giunti, 1978.
- Isaac Asimov, Lucky Starr e il grande sole di Mercurio, traduzione di Mariapaola Dèttore, collana Oscar Bestsellers n° 614, Mondadori, 1990,  p. 159, ISBN 88-04-40467-1.
- Isaac Asimov, Lucky Starr e il grande sole di Mercurio, traduzione di Mariapaola Dèttore. Copertina di Karel Thole, collana Oscar Fantascienza n°F21, Mondadori, 1990, ISBN 978-88-04-33185-8.